# Conde (Dakota del Sur)
Conde es una ciudad ubicada en el condado de Spink en el estado estadounidense de Dakota del Sur. En el Censo de 2010 tenía una población de 140 habitantes y una densidad poblacional de 96,01 personas por km².

## Geografía
Conde se encuentra ubicada en las coordenadas 45°9′26″N 98°5′44″O / 45.15722, -98.09556. Según la Oficina del Censo de los Estados Unidos, Conde tiene una superficie total de 1.46 km², de la cual 1.46 km² corresponden a tierra firme y (0%) 0 km² es agua.

## Demografía
Según el censo de 2010, había 140 personas residiendo en Conde. La densidad de población era de 96,01 hab./km². De los 140 habitantes, Conde estaba compuesto por el 100% blancos, el 0% eran afroamericanos, el 0% eran amerindios, el 0% eran asiáticos, el 0% eran isleños del Pacífico, el 0% eran de otras razas y el 0% pertenecían a dos o más razas. Del total de la población el 0% eran hispanos o latinos de cualquier raza.